# Raimar Kannengießer

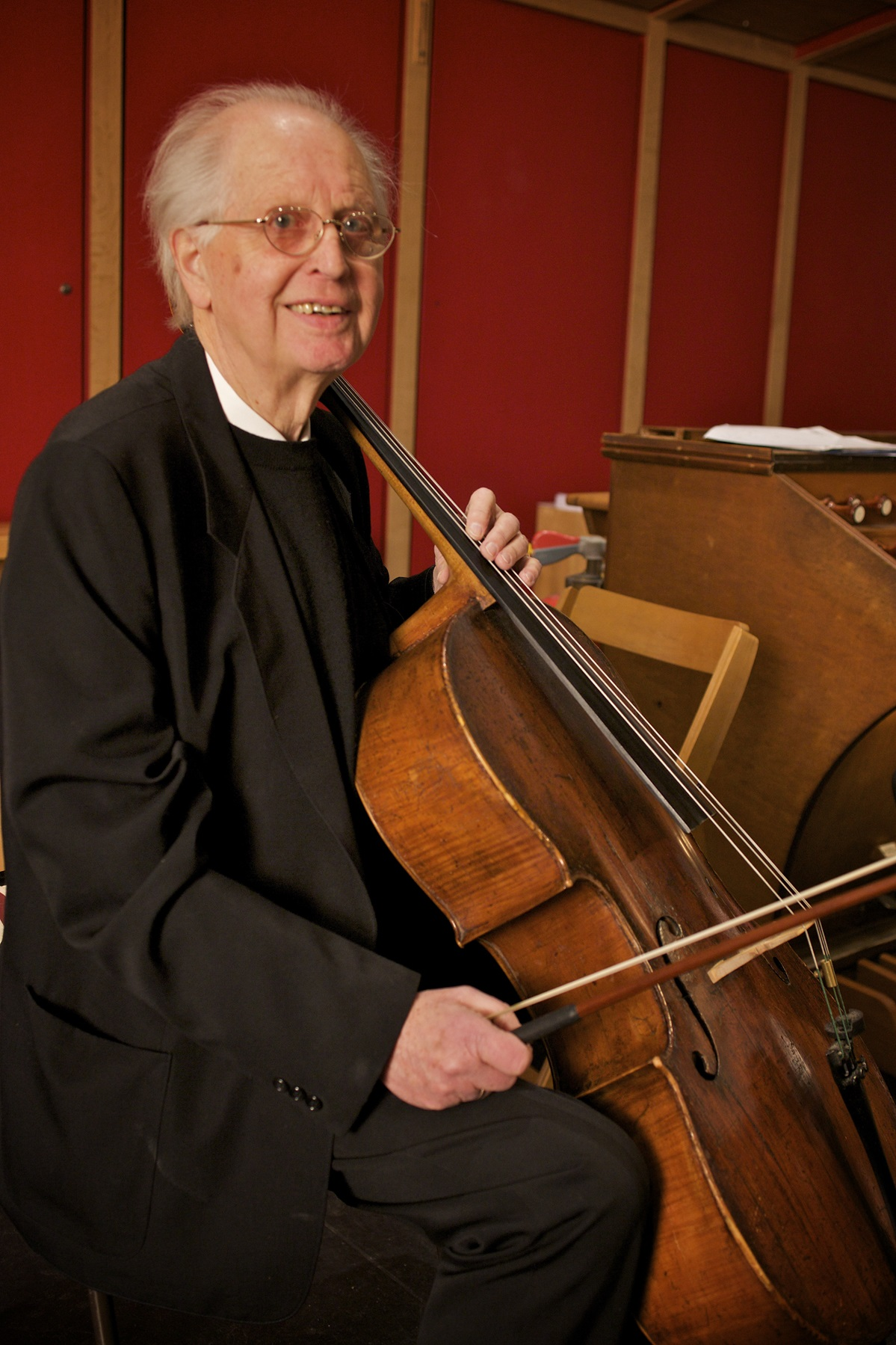
Raimar Kannengießer

 Raimar Ottokar Kannengießer (* 10. Februar 1930 in Hannover; † 12. Juli 2024 in Heide (Holstein)) war ein deutscher Kirchenmusiker, Chorleiter, Organist, Cellist, Gambist und Komponist.

## Leben und Werk
Raimar Kannengießer wurde am 10. Februar 1930 in Hannover-Linden als Sohn des Lehrers Rudolf Kannengießer und dessen Frau Margarete, geb. Kliche, geboren. Die Schulzeit bis zum Abitur 1948 verbrachte er in Mühlhausen/Thüringen. In den Jahren 1946–1949 erhielt er Cello- und Gamben-Unterricht an der Hochschule für Musik Franz Liszt in Weimar, ab 1949 Klavier- und Orgelunterricht bei Heinz Sawade an der Divi-Blasii-Kirche zu Mühlhausen.
Ab Oktober 1949 studierte Raimar Kannengießer Kirchenmusik in Halle an der Saale und schloss mit der B-Prüfung ab. Im Jahr 1952 flüchtete er aus der DDR zu den Eltern nach Kirchohsen bei Hameln. Ab Oktober 1952 führte er sein Kirchenmusikstudium an der Hochschule für Musik Detmold fort, welches er im Jahr 1954 mit dem Staatsexamen (A-Prüfung) in Köln abschloss. 
1954 trat er seine erste Stelle an St. Kiliani in Höxter an. Am 1. Oktober 1956 wechselte er an die St.-Jürgen-Kirche nach Heide (Holstein) und entwickelte dort eine blühende Chorarbeit: Einen „Choralchor“ mit allwöchentlichem Singen im Gottesdienst, die „Heider Kantorei“ mit jährlichen Oratoriumsaufführungen sowie Leitung des „Dithmarscher Kantorensingkreises“. Im Jahr 1966 erfolgte der Orgelneubau der Kleuker-Orgel in St. Jürgen.
In 25 Konzerten stellte er das gesamte Bach’sche Orgelwerk dar. Für diese Leistung wurde ihm am 2. Juli 1975 der Ehrentitel „Kirchenmusikdirektor“ verliehen.
Seine Komposition für Chor Erforsche mich, Gott wurde in einem Sammelwerk zur Jahreslosung 1987 beim Strube-Verlag veröffentlicht.
Nach seiner Pensionierung im Februar 1992 blieb er als Musiker aktiv und wandte sich vermehrt wieder der Gambe und dem Cello zu. Bis 2012 war er in Konzerten als Gambist/Cellist tätig, z. B. im Orchester bei Oratoriumsaufführungen oder mit dem „Heider Streichquartett“. Zusammen mit seinem Duopartner, dem britischen Organisten KMD Paul Nancekievill, gab er 20 Jahre lang Konzerte u. a. in Heide und Meldorf, an der Christuskirche Hamburg-Eimsbüttel und der Divi Blasii-Kirche zu Mühlhausen. Mit seinem zweiten Duopartner, dem niederländischen Organisten Arie Vonk, gab er über 15 Jahre lang jährliche Konzerte in den Niederlanden und Belgien (Gent). Konzertreisen als Organist führten ihn nach Österreich, Dänemark und Polen (Warschau, Krakau, Lodz). Im Alter von 85 Jahren nahm er im Jahr 2015 für private Zwecke eine CD an der Kleuker-Orgel auf, bevor diese wegen der Restaurierung der St.-Jürgen-Kirche abgebaut und nach Frankreich (Nizza) verkauft wurde.
Am 8. August 2023 starb nach fast 70-jähriger Ehe seine Ehefrau Adelheid, eine Tochter von Friedrich Zippel. Sie hatten gemeinsam vier Kinder. Der Sohn Friedemann wurde ebenfalls Kirchenmusiker und war von 1976 bis 2017 in Hamburg-Eimsbüttel an der St.-Stephanus- und Christuskirche tätig. Friedemann Kannengießer lebt seit seinem Eintritt in den Ruhestand in der Heimat seines Vaters, Mühlhausen/Thüringen.
Am 12. Juli 2024 starb Raimar Kannengießer in Heide im Kreis Dithmarschen. 